# Сакадура Кабрал
Артур ди Сакадура Фрейре Кабрал, более известный как Сакадура Кабрал (23 мая 1881 — 15 ноября 1924) — португальский офицер и авиатор, вместе с Гагу Коутинью совершивший в 1922 году первый перелет через Южную Атлантику из Лиссабона в Рио-де-Жанейро.
Родился в Селорику-да-Бейра, был первенцем в семье Артура ди Сакадура Фрейре Кабрала и его жены Марии Аугусты да Силва Эштевеш ди Вашконселуш. Служил в колониях во время Первой мировой войны. Прославился как выдающийся летчик, в том числе на международном уровне. В Африке познакомился с Гагу Коутинью.
Пропал без вести 15 ноября 1924 года во время полёта над Ла-Маншем.